# Rubanostreptus anulatus
Rubanostreptus anulatus är en mångfotingart som först beskrevs av Carl Graf Attems 1914.  Rubanostreptus anulatus ingår i släktet Rubanostreptus och familjen Spirostreptidae. Utöver nominatformen finns också underarten R. a. nanus.